# Jakub Kierzkowski

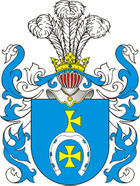
Herb Krzywda rodu Kierzkowskich

Jakub Kierzkowski (Kieszkowski) herbu Krzywda (ur. 1783 w Wojsławicach, zm. w 1856 w Warszawie) – oficer Wojska Polskiego okresu napoleońskiego, kawaler Virtuti Militari.
Pochodził z rodu Kierzkowskich herbu Krzywda. Syn Walentego i Barbary z Jabłońskich.
W 1807 wstąpił do 2 pułku piechoty Księstwa Warszawskiego, w 1809 został podporucznikiem, w 1810 awansowany na porucznika, a w 1812 na kapitana. Uczestnik kampanii przeciwko Prusom w 1807, przeciwko Austrii w 1809 i przeciw Rosji w 1812 roku. Uczestnik walk pod Pawłowicami, Włodzimierzem, Dubienką, Hrubieszowem i Łapiguzem. Za zasługi wojenne odznaczony w 1813 roku Krzyżem Złotym Orderu Wojennego Virtuti Militari.